# ダブ (企業)
株式会社ダブ（英: Dub Corporation）は、日本の制作プロダクション。
1996年12月、映画プロデューサーの宇田川寧によって設立。制作スタッフは外部のフリーランスで構成されている事が多く、所属スタッフとしては主に監督と編集が各1名在籍している。

## 作品履歴

### 映画
- MAIL
- 雨の町
- あそこの席
- @ベイビーメール
- いちばんきれいな水
- 渋谷区円山町
- アヒルと鴨のコインロッカー
- ちーちゃんは悠久の向こう
- ジャージの二人
- キズモモ。
- 平凡ポンチ
- フィッシュストーリー
- 腐女子彼女。
- 蟹工船
- 僕らはあの空の下で
- 悪夢のエレベーター
- ゴールデンスランバー
- 半分の月がのぼる空
- ちょんまげぷりん
- nude
- 裁判長!ここは懲役4年でどうすか
- KG カラテガール
- キミとボク
- あぜ道のダンディ
- うさぎドロップ
- サルベージ・マイス
- ハラがコレなんで
- Miss Boys!
- 荒川アンダーザブリッジ
- ポテチ
- アフロ田中
- ペンギン夫婦の作りかた
- グッモーエビアン!
- みなさん、さようなら
- 俺俺
- 100回泣くこと
- 不安の種
- きいろいゾウ
- スクールガール・コンプレックス –放送部篇-
- Miss ZOMBIE
- 男子高校生の日常
- ラブクラフト・ガール
- 大人ドロップ
- 1/11 じゅういちぶんのいち
- 最近、妹のようすがちょっとおかしいんだが。
- ハイキック・エンジェルス
- 女の穴
- ちょっとかわいいアイアンメイデン
- 鬼灯さん家のアネキ
- トワイライト ささらさや
- 繕い裁つ人
- 娚の一生
- 夫婦フーフー日記
- ヒロイン失格
- やるっきゃ騎士
- 内村さまぁ〜ず THE MOVIE エンジェル
- 探検隊の栄光
- 猫なんかよんでもこない。
- 血まみれスケバン・チェーンソー
- 夏美のホタル
- にがくてあまい
- 榎田貿易堂
- 僕らのごはんは明日で待ってる
- 咲-Saki-
- 笑う招き猫
- いつまた、君と 〜何日君再来〜
- トリガール!
- 世界でいちばん長い写真（2018年）
- 私はいったい、何と闘っているのか
- ずっと独身でいるつもり?
- そばかす

### テレビドラマ
- 方言彼女。（2010年）
- 方言彼氏。（2013年）
- 変身インタビュアーの憂鬱（2013年）
- 24時間女優
- REPLAY&DESTROY（2015年）
- となりの関くんとるみちゃんの事象（2015年）
- 咲-Saki-
  - 咲-Saki-阿知賀編 episode of side-A（2017年）
- 笑う招き猫（2017年）
- 小河ドラマ 織田信長
- マジで航海してます。（2017年）
  - マジで航海してます。〜Second Season〜（2018年）
- 校則アイドル〜淑女の学園〜（2017年）
- 目玉焼きの黄身 いつつぶす?（2017年）
- 賭ケグルイ（2018年）
  - 賭ケグルイ season2（2019年）
- インベスターZ（2018年）
- トーキョーエイリアンブラザーズ（2018年）
- I”s（2018年）
- 小河ドラマ 龍馬がくる（2018年）
- がっこう××× 〜もうひとつのがっこうぐらし！〜（2019年）
- his〜恋するつもりなんてなかった〜（2019年）
- びしょ濡れ探偵 水野羽衣（2019年）
- REAL⇔FAKE（2019年）
- カフカの東京絶望日記（2019年）
- あおざくら 防衛大学校物語（2019年）
- ハイポジ 1986年、二度目の青春。（2020年）
- 八王子ゾンビーズ（2020年）
- 妖怪人間ベラ 〜Episode 0〜（2020年）
- 片恋グルメ日記（2020年）
- 劇的に沈黙（2021年）
- おじさんが私の恋を応援しています（脳内）（2022年）
- 消しゴムをくれた女子を好きになった。（2022年）
- チェイサーゲーム（2022年）
- こっち向いてよ向井くん（2023年）
- 18歳、新妻、不倫します。（2023年）
- チェイサーゲームW パワハラ上司は私の元カノ（2024年）
- 彼女と彼氏の明るい未来（2024年）
- めぐる未来（2024年）
- Sugar Sugar Honey（2024年）
- 街並み照らすヤツら（2024年）
- 星屑テレパス（2024年）